# Ctenochira inflata
Ctenochira inflata là một loài tò vò trong họ Ichneumonidae.